# Elton John (piłkarz)
Elton David Wallace John (ur. 8 kwietnia 1987 w Arimie) – trynidadzki piłkarz, występujący na pozycji obrońcy i pomocnika, reprezentant kraju.

## Kariera klubowa
John rozpoczął profesjonalną karierę w klubie San Juan Jabloteh w 2007 roku. W latach 2007–2008 zdobył wraz z klubem mistrzostwo kraju. W 2009 roku rozegrał cztery mecze i zdobył dwa gole w CFU Club Championship, a jego drużyna zajęła wówczas w rozgrywkach trzecie miejsce. Ponadto w sezonie 2009/2010 San Juan Jabloteh zakwalifikował się do fazy grupowej Ligi Mistrzów CONCACAF. John wystąpił w obu meczach kwalifikacyjnych oraz czterech meczach fazy grupowej.
W sezonie 2010/2011 John występował w Ma Pau SC, po czym wrócił do San Juan Jabloteh. W 2012 roku dołączył do North East Stars, z którym wygrał Trinidad and Tobago Classic. 3 września 2013 roku podpisał kontrakt z Central FC. W październiku wystąpił w finale Pucharu Ligi, w którym Central FC wygrał 2:1 z Defence Force; był to pierwszy triumf klubu w Pucharze Ligi w historii. W kwietniu 2014 roku zdobył wraz z klubem Goal Shield. Po zakończeniu sezonu został przez kibiców Central FC wybrany piłkarzem sezonu. W sierpniu 2014 roku John został piłkarzem trzecioligowego belgijskiego CS Visé. W klubie tym rozegrał siedem ligowych meczów i zdobył jednego gola. W październiku został zwolniony z Visé.
W styczniu 2015 przeszedł do Central FC na zasadzie wolnego transferu. Zdobył z tym klubem mistrzostwo kraju w sezonie 2014/2015. W półfinale CFU Club Championship 2015 przeciwko Don Bosco FC wykorzystał rzut karny w serii rzutów karnych, dzięki czemu jego klub awansował do finału. W finale rozgrywek Central FC wygrał 2:1 z W Connection.
W sierpniu 2015 roku doszło do wycieku e-maili, z których wynikało, że Kevin Harrison – współzałożyciel Central FC – żądał, aby część opłat za transfery Johna i innych piłkarzy była przesyłana bezpośrednio do niego i Brenta Sancho – drugiego współzałożyciela klubu. We wrześniu John i 23 innych piłkarzy klubu podpisało petycję skierowaną do kierownictwa klubu, w której zostało wyrażone niezadowolenie z obecności Harrisona w klubie w związku ze skandalem transferowym i rzekomym zagarnięciem premii za wyniki piłkarzy po sezonie 2014/2015.
W sezonie 2015/2016 John wystąpił we wszystkich czterech meczach fazy grupowej Ligi Mistrzów CONCACAF. Central FC zajął wówczas drugie miejsce w grupie, za Los Angeles Galaxy i przed Comunicaciones FC. W 2016 roku, drugi rok z rzędu, Central FC zdobył mistrzostwo Trynidadu i Tobago oraz CFU Club Championship. Ponadto 17 sierpnia 2016 roku John wystąpił z meczu Ligi Mistrzów CONCACAF przeciwko Sporting Kansas City. W sezonie 2016/2017 John był piłkarzem Ma Pau SC, a w 2017 roku grał w North East Stars, z którym zdobył mistrzostwo kraju. W sezonie 2018 występował w Queen's Park CC oraz San Juan Jabloteh, pełniąc w drugim z tych klubów funkcję kapitana. W styczniu 2019 roku został piłkarzem kanadyjskiego HFX Wanderers. W barwach tego klubu rozegrał osiemnaście spotkań w Canadian Premier League. W grudniu klub ogłosił, że nie przedłuży kontraktu z Trynidadczykiem.

## Kariera reprezentacyjna
Elton John występował w reprezentacjach Trynidadu i Tobago U-20 i U-23. 29 lutego 2012 wystąpił w towarzyskim meczu reprezentacji A przeciwko Antigui i Barbudzie. Trynidad i Tobago wygrał to spotkanie 4:0.

## Życie prywatne
Urodził się w Arimie w dzielnicy Sherwood Park. Dorastał bez ojca, a jego matka po wyjściu za mąż wyprowadziła się, wskutek czego był wychowywany przez babkę, Julię John. Ukończył Arima West Government Primary School, St. Joseph College oraz St. Augustine Senior Comprehensive. Jest kuzynem Jasona Marcano, który również był reprezentantem Trynidadu i Tobago.
W maju 2018 roku John wraz z siedmioma innymi trynidadzkimi piłkarzami powołał Can Bou Play Foundation. Fundacja ta wspiera młodych piłkarzy z Trynidadu i Tobago.

## Nagrody
- TT Pro League: 2007, 2008, 2015, 2016, 2017[2]
- Trinidad and Tobago Classic: 2008, 2012[18][19]
- CFU Club Championship: 2015, 2016[9][12]
- Puchar Ligi Trynidadu i Tobago: 2013[4]
- Goal Shield: 2014[4]
- Tarcza Wspólnoty Trynidadu i Tobago: 2015[20]